# Hadouk Trio
Das Hadouk Trio wurde gebildet von den Musikern Didier Malherbe (Duduk, Flöte, Okarina, Sopransaxophon, Khene), Loy Ehrlich (Keyboard, Hajouj, Kora, Mbira, Gumbass) und Steve Shehan (Percussion, Hang).
Der Name „Hadouk“ leitet sich als Wortspiel ab von Hajouj, einem dreisaitigen Bass (vgl. Gimbri) der nordafrikanischen Berber und Gnawa, und Doudouk, einer traditionellen armenischen Oboe aus Aprikosenholz.

## Musikstil und Bandmitglieder
Die vielfältige Musik des Hadouk Trios bietet eine jazzige Mixtur aus orientalischen, afrikanischen und europäischen Klängen. Die Band verbindet unterschiedliche Stileinflüsse vom Kaukasus über den Jazzklang der Fusion-Ära bis zum mystischen Gnawa-Beat „à la marocaine“. Diese Ausrichtung entstand aus einem reichen kulturellen Erfahrungsschatz der beteiligten Musiker, die sich über eine lange Zeit in verschiedenen Musik- und Kulturkreisen bewegten und lebten. Für die ungewöhnlichen Instrumente hat das Jazzmagazin Down Beat eine eigene Kategorie benannt: Miscellaneous Instruments.
Der französische Multiinstrumentalist Didier Malherbe (Mitbegründer der Jazzrock-Formation Gong) und der in Paris geborene Loy Ehrlich (ebenfalls ein Mitglied von Gong) begannen 1990 als Duo, später stieß der US-Amerikaner Steve Shehan hinzu.
- Didier Malherbe beschäftigte sich über viele Jahre mit der indischen Bambusflöte, danach mit der armenischen Oboe Duduk.
- Loy Ehrlich wuchs in bürgerlichem Milieu mit Klavierstunden, Beethoven und Bach auf, freundete sich mit Didier Malherbe an und spielte bei der Band Gong mit. 1972 entdeckte er während einer Marokko-Reise den Sound der Gnawa und den Blues Westafrikas für sich. Während der intensiven Beschäftigung mit der nordafrikanischen Musik wurde Marokko zur zweiten Heimat. Er war Mitglied in der Band Touré Kunda und spielte mit Youssou N’Dour und Peter Gabriel in Montreux.
- Steve Shehan, Sohn eines indianischen Vaters und einer französischen Mutter, lebt inzwischen in Paris. Er arbeitete als Schlagzeuger und Perkussionist mit verschiedenen Musikern wie Bob Dylan, Paul Simon, Khaled und Salif Keïta.

Im Jahr 2007 machten Auftritte auf dem JazzFest Berlin und dem European Jazzfestival auf Schloss Elmau das Hadouk Trio in Deutschland bekannt.

### Hadouk Quartet
2013 traten Malherbe und Ehrlich ohne Steve Shehan auf, dafür bildeten sie mit Eric Löhrer (Gitarre, Lapsteel, Banjo) und Jean-Luc Di Fraya (Schlagzeug, Gesang) das Hadouk Quartet und veröffentlichten das Album Hadoukly Yours.

## Diskografie
- Hadouk (Didier Malherbe & Loy Ehrlich), Label: Tangram, 1995
- Shamanimal, Label: Naïve, 1999
- Now, Label: Naïve, 2002
- Live à FiP (2 CDs), Label: Celluloïd/Melodie, 2004
- Utopies, Label: Naïve, 2006
- Baldamore (CD + DVD Live), Label: Naïve, 2007
- Carnets d'Asie et d'Ailleurs (Didier Malherbe & Loy Ehrlich), Label: Vox Terrae, 2008
- Air Hadouk, Label: Naïve, 2010

Hadouk Quartet
- Hadoukly Yours, 2013
- Le cinquième fruit, 2017

## Auszeichnungen
- 2007 Les Victoires du Jazz